# القنصلية الفرنسية العامة (طنجة)

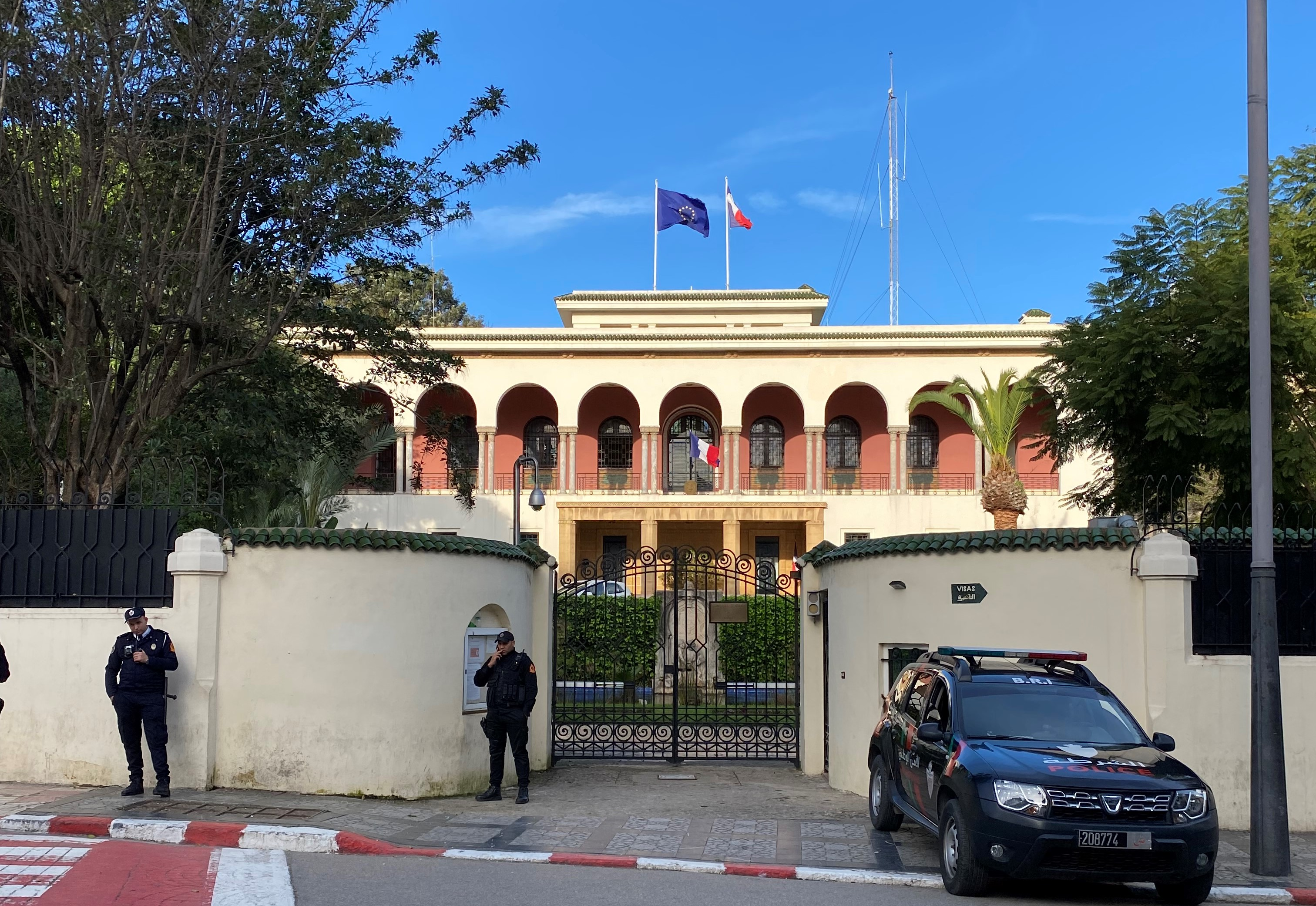
مبنى القنصلية العامة، اكتمل بناؤه في عام 1928

القنصلية الفرنسية العامة في طنجة هي إحدى التمثيلات القنصلية للجمهورية الفرنسية في المغرب. تتمتع طنجة بتاريخ غني مرتبط بدور طنجة في الماضي كعاصمة دبلوماسية لسلطنة المغرب من أواخر القرن الثامن عشر وحتى القرن العشرين.

## خلفية
كان لفرنسا تمثيل دبلوماسي مستمر في سلطنة المغرب، منذ عهد غيوم بيرارد في عام 1582 حتى عام 1718 عندما أدى نشاط القراصنة البربر الذين ينطلقون من مدن الموانئ المغربية إلى تعليق العلاقة. وبدأت العلاقات من جديد بمعاهدة 30 مايو 1767 التي نصت على تمثيل قنصلي دائم في مدينة ساحلية مغربية تختارها فرنسا. لويس دي شينييه [الفرنسية]، أول قنصل في ذلك العصر الجديد، أسس نفسه في عام 1768 في الرباط، وبقي في المغرب حتى عام 1782، عندما نقل القنصلية إلى طنجة.

## تاريخ
وصل الممثل الفرنسي إلى طنجة في عام 1794، وأسست القنصلية الفرنسية رسميًا هناك في 22 أكتوبر 1796  مايكل أنجلو أورنانو (1771-1859) [الفرنسية]، وهو والد كورسيكي لنابليون، وكان قنصلًا عامًا من عام 1807 إلى عام 1814 بعد دبلوماسيين من رتبة أقل.
في عام 1816، انتقلت القنصلية إلى مبنى قائم في زنقة الصياغين، بين بوابة المدينة القديمة وساحة السوق الدخيل، مع بوابة تعود إلى عصر طنجة البرتغالية. أقام أوجين ديلاكروا هناك في عام 1832 أثناء سفره إلى المغرب برفقة السفير تشارلز إدغار دي مورناي. وفي النهاية اشترت فرنسا المبنى في عام 1845، ومن قنصلية أصبحت مفوضية في عام 1846.
في عام 1848، أغلقت الدنمارك قنصليتها في طنجة وأوكلت مهمة تمثيل مصالحها إلى المملكة المتحدة. استحوذت فرنسا على العقار الدنماركي الشاغر، على بعد بضعة أفرع من شارع الصياغين شمالًا، ونقلت المفوضية الخاصة بها إلى هناك في عام 1849، بينما بيع المبنى السابق للدولة المغربية التي جعلته مقر إقامة النائب أو ممثل السلطان لدى الجاليات الأجنبية في طنجة، فعرف فيما بعد بدار النيابة. حوالي عام 1905، انتقلت البعثة الفرنسية مرة أخرى إلى مبنى مستأجر بجوار Hôtel Villa de France. صمم هذا المبنى الجديد، الذي لا يزال قائمًا منذ ذلك الحين، المهندس المعماري بول جوديت لرجل الأعمال حاييم بنشيمول، الذي كان مترجمًا للبعثة الفرنسية في الماضي.
بعد الحماية الفرنسية في المغرب عام 1912، أصبحت المفوضية إلى قنصلية، حيث كان المغرب لا يزال يتمتع بالسيادة اسميًا ولكن يحكمه عمليًا المقيم العام الفرنسي في الرباط. بعد إنشاء المنطقة الدولية بطنجة عام 1923، قررت الحكومة الفرنسية بناء مبنى آخر، بجوار فيلا اشترتها قبل سنوات وكانت بمثابة سكن خاص للقنصل.